# يان ستيوارت
يان ستيوارت (بالإنجليزية: Ian Stewart)‏ (10 سبتمبر 1961 بلفاست المملكة المتحدة لبريطانيا العظمى وأيرلندا - ) هو لاعب كرة قدم أيرلندي شمالي يلعب كمهاجم، شارك في كأس العالم لكرة القدم 1986.

## مسيرته الكروية
لعب يان ستيوارت خلال مسيرته الاحترافية مع 8 أندية في خمسة عشر موسمًا وسجل خلالها 10 أهداف ضمن 240 مباراة. ولم يفز بأي موسم بالكأس أو بالدوري.
خاض يان ستيوارت مسيرته مع نادي كوينز بارك رينجرز في موسم 1980–81 في المرة الأولى واستمر معه طيلة ثلاثة مواسم ثم في موسم 1983–84 ولمدة موسمين، مشاركًا طوالها في 67 مباراة سجل خلالها هدفين. ثم انتقل إلى نادي ميلوول في موسم 1982–83 لمدة موسم واحد، حيث شارك في 11 مباراة سجل خلالها 3 أهداف. لينتقل بعدها إلى نادي نيوكاسل يونايتد في موسم 1985–86 ولمدة موسمين، مشاركًا في 43 مباراة سجل خلالها 3 أهداف أيضًا. ثم انتقل إلى نادي برينتفورد في موسم 1987–88 لمدة موسم واحد، مشاركًا في 7 مباريات ولم يسجل أي هدف. هذا وانتقل لاحقًا إلى نادي ألدرشوت في موسم 1988–89 واستمر معه طيلة ثلاثة مواسم، مشاركًا في 101 مباراة ولم يسجل أي هدف أيضًا. ثم انتقل بعدها إلى نادي كولتشستر يونايتد في موسم 1991–92 لمدة موسم واحد، مشاركًا في 10 مباريات سجل خلالها هدفين. ليعود وينتقل من جديد، لكن هذه المرة إلى Harrow Borough F.C. ‏ في موسم 1992–93 لمدة موسم واحد، لم يشارك في أي مباراة ولم يسجل أي هدف.

## روابط خارجية
- يان ستيوارت على موقع الاتحاد الأوربي (الإنجليزية)
- يان ستيوارت على موقع قاعدة بيانات كرة القدم.إي يو (الإنجليزية)
- يان ستيوارت على موقع ناشيونال فوتبول تيمز (الإنجليزية)
- يان ستيوارت على موقع عالم كرة القدم.نت (الإنجليزية)